# Melasmothrix naso
Melasmothrix naso är en däggdjursart som beskrevs av Miller och Hollister 1921. Melasmothrix naso är ensam i släktet Melasmothrix som ingår i familjen råttdjur. IUCN kategoriserar arten globalt som otillräckligt studerad. Inga underarter finns listade.
Artens närmaste släktingar hittas enligt Wilson & Reeder (2005) i släktet Tateomys. De sammanfattas i den så kallade Melasmothrix-gruppen inom underfamiljen Murinae.
Melasmothrix naso förekommer endemisk på centrala Sulawesi. Arten är bara känd från en liten bergstrakt där den hittades vid cirka 2000 meter höjd men det antas att djuret har ett större utbredningsområde på ön. Habitatet utgörs av tropiska regnskogar som är mera kyliga än i låglandet.
Individerna når en kroppslängd (huvud och bål) av 11 till 13 cm, en svanslängd av 8 till 9,5 cm och en vikt mellan 40 och 58 gram. Den mörka kastanjebruna pälsen ser nästan svart ut när den är våt. Med sin kroppsform påminner Melasmothrix naso om en sork med undantag av den spetsiga nosen. Honor har tre par spenar. Arten skiljer sig även i detaljer av skallens och tändernas konstruktion från närbesläktade råttdjur.
Melasmothrix naso vistas huvudsakligen på marken och gräver med sina kloförsedda tassar i jorden efter föda som daggmaskar, svampmyggor och insektslarver. Individerna är dagaktiva.